# Ізраїльсько-хорватські відносини
Ізраїльсько-хорватські відносини — історичні та поточні міжнародні двосторонні дипломатичні, культурні, військові, політичні та інші відносини між Хорватією та державою Ізраїль. Повні дипломатичні відносини між двома країнами були встановлено 9 квітня 1997 після того, як Хорватія оголосила про свою незалежність від СФРЮ. Хорватія має посольство в Тель-Авіві і почесні консульства в Ашдоді, Кесарії, Єрусалимі і Кфар-Шмаріягу. Ізраїльське посольство розташоване в Загребі. З 2018 року ізраїльським послом в Хорватії є Ілан Мор.
Відносини між двома країнами характеризуються як дружні та дуже плідні. В останні роки Хорватія та Ізраїль активізували двосторонні відносини та співпрацю у галузі оборони та безпеки. Хорватія є однією з країн, до яких Ізраїль іноді звертається всередині ЄС, щоб виступати від свого імені, і зазвичай вона утримується або голосує з Ізраїлем за ключові голосування Європейського Союзу в ООН. Президент Ізраїлю Реувен Рівлін описав Хорватію в 2019 році як «сильного союзника Ізраїлю в ЄС, ООН та інших багатосторонніх організаціях».
Обидві країни є членами ООН, МВФ, Світового банку, СОТ, Середземноморського союзу та інших міжнародних організацій.

## Єврейська громада в Хорватії
Єврейська громада Хорватії датується щонайменше 3 століттям. Громада, яка налічувала приблизно 20 000 членів до початку Другої світової війни, та яка активно доклалася до розвитку хорватської економіки, науки та культури протягом історії Хорватії, була майже повністю знищена під час Голокосту, завдяки маріонетковій нацистській Незалежній Державі Хорватія. Тим не менше, багато євреїв отримали притулок від хорватів під час антинацистського руху опору під проводом маршала Йосипа Броз Тіто, етнічного хорвата. 117 хорватів були удостоєні звання «Праведник народів світу». Після війни половина тих, хто вижив, вирішили оселитися в Ізраїлі, тоді як, за оцінками, 2500 хорватських євреїв продовжували жити в Хорватії.
Сьогодні в Хорватії існує 9 синагог. Кафедра юдаїзму факультету гуманітарних та соціальних наук Загребського університету пропонує програми для студентів та аспірантів з єврейських студій. Конституцією Хорватії євреї офіційно визнані національною меншиною і тому мають своє постійне місце в хорватському парламенті.